# Alberta Ethane Gathering System
Alberta Ethane Gathering System – трубопровід у канадській провінції Альберта, передусім призначений для подачі етану до установок парового крекінгу в Джоффре.
Починаючи з 1978 року в Джоффре стало до ладу три піролізні установки, основною сировиною для яких є етан (станом на середину 2010-х потреба становила 175 тисяч барелів на добу). Його постачання здійснюється за допомогою системи Alberta Ethane Gathering System (AEGS), котра складається з трьох гілок:
- східної, яка прямує із району Емпресс на кордоні зі штатом Саскачеван (тут станом на середину 2010-х діяло чотири детандерні заводи з екстракції зріджених вуглеводневих газів сукупною потужністю по етану 107 тисяч барелів на добу);
- південно-західної, що починається від газопереробного заводу Ватертон;
- північної від району Форт-Саскачеван, яка зокрема з'єднана із діючим з 1978-го року заводом вилучення етану в Едмонтоні, запущеним в 1998-му фракціонатором Редватер та  модернізованим у 2015-му для вилучення етану фракціонатором компанії Keyera в Форт-Саскачевані. У цьому ж районі існує з'єднання з підземним сховищем компанії Plains, через яке етан може надходити на ще один піролізний комплекс, котрий належить хімічному концерну Dow Chemical.

Всього до AEGS підключено 12 газопереробних підприємств. Крім того, з середини 2010-х в район Емпресс за допомогою трубопроводу Vantage подається етан з США.
Започаткована ще в 1977 році система наразі досягла довжини у 1300 км. Вона прокладена під землею на глибинах не менше ніж 0,9 метра та має діаметр на різних ділянках від 76 до 305 мм. Робочий тиск AEGS становить від 8,3 до 9,9 МПа.